# 革命的年代：1789-1848
《革命的年代：1789-1848》是英国历史学家艾瑞克·霍布斯邦创作的一本书，1962年出版，是其漫长的十九世纪三部曲系列的第一部。